# Uexküll-Ausbildungswagen
Der Uexküll-Ausbildungswagen ist ein Wagen zur Ausbildung von Blindenhunden. Andere Bezeichnungen für den Abrichtewagen lauten Phantom oder künstlicher Mensch. Entwickelt wurde der Ausbildungswagen zu Beginn der 1930er Jahre im Institut für Umweltforschung der Hamburger Universität von Jakob Johann von Uexküll und Emanuel Georg Sarris.

## Ausbildung mithilfe des Wagens
Der Ausbildungswagen entspricht in seinen Abmessungen dem Umriss eines Menschen. Er soll dem auszubildenden Hund, der mit dem Wagen verbunden ist, das Raumgefüge des Menschen vermitteln.  
Von Uexküll und Sarris setzten mit dem Abrichtewagen darauf, dass die Hunde, welche die Ausbildung zum Blindenführhund durchliefen, durch Erfahrungen und nicht durch Strafe lernten. 
Der Hund sollte seinen Erlebnisraum dem des Menschen anpassen und Seiten-, Höhen- sowie Bodenhindernisse im notwendigen Abstand zu umgehen lernen.